# Sarna del manzano

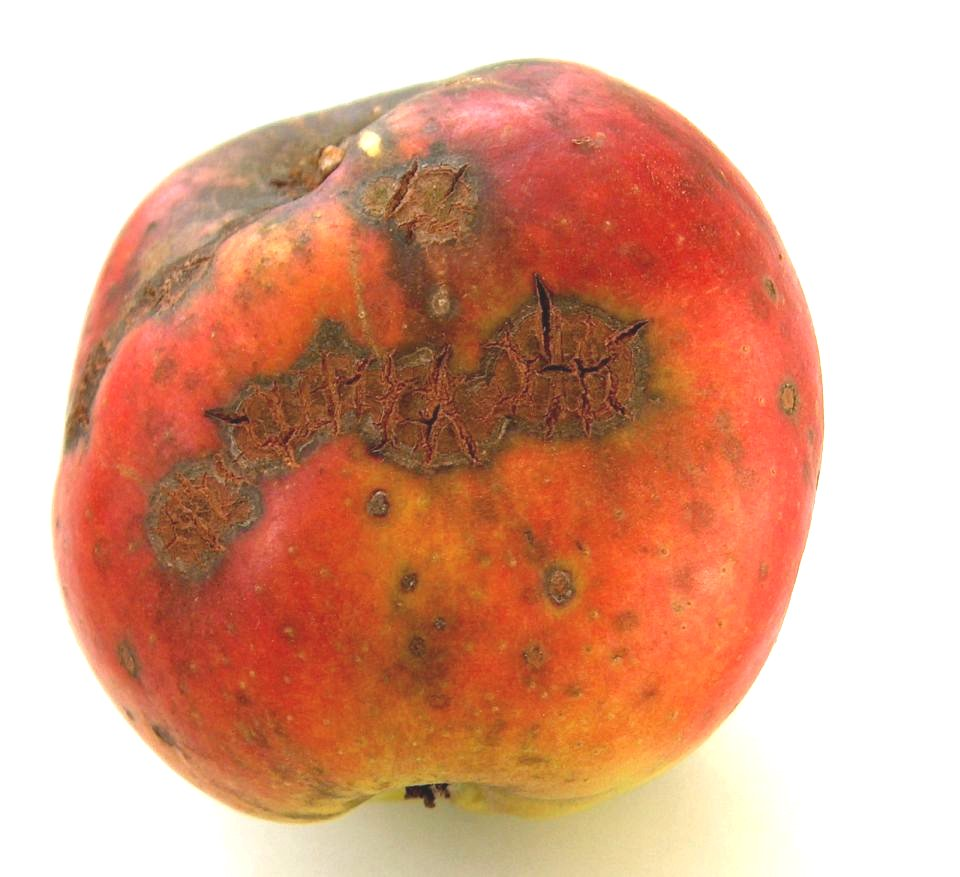
Manzana afectada de la sarna del manzano.

La roña o sarna del manzano o moteado del manzano es una enfermedad de los árboles de manzana originada por el hongo Venturia inaequalis, que produce lesiones o manchas oscuras sobre las hojas, los frutos y algunas veces en los retoños.
Las plantas afectadas puede que suelten su fruto anticipadamente, derivando posiblemente en elevadas pérdidas de las cosechas. La sarna del manzano se presenta generalmente cuando las manzanas están ya maduras, pero causa más daño en zonas donde la primavera y el verano son fríos y húmedos.
Todas las especies de manzana pueden verse afectadas por este padecimiento, pero existen variedades resistentes. Se han hallado 15 genes en cultivares de manzano que confieren resistencia contra esta sarna. Se augura el uso de técnicas de cisgenesis para introducir esos genes en los cultivares comerciales, y por lo tanto crear nuevos cultivares resistentes. Eso puede lograrse mediante el mejoramiento genético convencional, pero tomaría más de 50 años lograrlo.
Un tratamiento común de la enfermedad es el rociado regulado de fungicidas, obteniéndose la mayoría de las veces un control efectivo; un modo de reducir la incidencia de la sarna es retirar del huerto las hojas que caen en otoño, pues es en ellas donde el hongo pasa el invierno y son el origen de la infección primaria de la primavera siguiente.